# 階段下のゴッホ
『階段下のゴッホ』（かいだんしたのゴッホ）は、2022年9月21日（20日深夜）から11月9日（8日深夜）まで毎週水曜 0時58分 - 1時28分（火曜深夜）にTBSテレビの深夜ドラマ枠「ドラマストリーム」にて放送されたテレビドラマ。主演はSUMIRE。
年収1000万円超えの大手化粧品メーカー勤務のバリキャリ女子が、とある絵画との出会いをきっかけに、業務と両立させながら画家になるという夢を叶えるべく東京芸術大学を目指す。

## キャスト

### 主要人物
鏑木都（かぶらぎ みやこ）
演 - SUMIRE
大手化粧品メーカー「山茶花堂」勤務の年収1000万円超えのバリキャリ女子。
平真太郎（たいら しんたろう）
演 - 神尾楓珠
美術予備校「童心塾」に通う、東京藝大を目指し六浪中の青年。通称「ダビデ」。

### 都の関係者
源洋二（みなもと ようじ）
演 - 朝井大智
「山茶花堂」での都の先輩社員。
夏目きいろ（なつめ きいろ）
演 - 田辺桃子
新進気鋭のカメラマン。

### 童心塾
都と真太郎が通う美術予備校。
高尾ハナ（たかお ハナ）
演 - 石川瑠華
予備校生。
栗林一人（くりばやし かずと）
演 - 高橋侃
予備校生。
早川草介（はやかわ そうすけ）
演 - 秋谷郁甫
予備校生。
綿貫明世（わたぬき あきよ）
演 - 美波
講師。

### その他
芦屋博康（あしや ひろやす）
演 - 田中隆三
喫茶「ついんず」のマスター。
綿貫豊（わたぬき ゆたか）
演 - 利重剛
「Gallery FUSHA」の画廊主。
平光也（たいら みつや）
演 - 倉悠貴（第6話 - ）
真太郎の兄。

### ゲスト

#### 第1話
キムラミチヨ（きむら みちよ）
演 - 村井美和

#### 第4話
橘小夜子（たちばな さやこ）
演 - 杏花 (女優)
役名不明
演 - 佐藤佐吉

## スタッフ
- 脚本 - 加藤法子
- 劇中メインテーマ - 小瀬村晶
- オープニングテーマ - ゆうらん船「春」（O.O.C Records）[7]
- エンディングテーマ - ROTH BART BARON「赤と青」（SPACE SHOWER MUSIC / BEAR BASE）[7]
- 演出・プロデューサー - 小牧桜
- 協力プロデューサー - 佐井大紀
- 配信プロデューサー - 大原拓真、近藤貴明
- 製作 - 『階段下のゴッホ』製作委員会

## 放送日程
| 各話   | 放送日   | サブタイトル               |
| ------ | -------- | -------------------------- |
| 第1話  | 9月21日  | "好き"、に生きろ!          |
| 第2話  | 9月28日  | 海は鯖のような色だ         |
| 第3話  | 10月05日 | 見えない星                 |
| 第4話  | 10月12日 | この人元カノ、この人今カノ |
| 第5話  | 10月19日 | 握手はでこぼこな道の上で   |
| 第6話  | 10月26日 | 階段下の天才               |
| 第7話  | 11月02日 | 拝啓ゴッホ様               |
| 最終話 | 11月09日 | 絵は言葉のない手紙         |

## 放送局
| 放送期間                | 放送時間                     | 放送局      | 対象地域   | 備考   |
| ----------------------- | ---------------------------- | ----------- | ---------- | ------ |
| 2022年9月21日 - 11月9日 | 水曜 0:58 - 1:28（火曜深夜） | TBSテレビ   | 関東広域圏 | 製作局 |
| 2023年1月10日 - 2月28日 | 火曜 1:25 - 1:55（月曜深夜） | RKB毎日放送 | 福岡県     |        |